# Minimum-Maximum
Minimum-Maximum ist das erste offizielle Livealbum von Kraftwerk. Es erschien im Juni 2005, 35 Jahre nach dem ersten Konzert der Band. Nach der Veröffentlichung des elften Studioalbums Tour de France im Jahr 2003 begab sich das Quartett 2004 auf eine Welttournee. Ausschnitte von Konzerten in Warschau, Ljubljana, Riga, Moskau, Paris, Berlin, London, Budapest, San Francisco, Tokio und Tallinn sind auf dem Album zu hören.
Wie bereits einige Kraftwerk-Alben zuvor wurde auch Minimum-Maximum in einer deutschen Version und in einer englischen Version für den internationalen Markt herausgebracht. Allerdings unterscheiden sich nur sieben Titel der deutschen und der englischen Version voneinander (Das Model/The Model, Radioaktivität/Radioactivity, Trans Europa Express/Trans Europe Express, Metall auf Metall/Metal on Metal, Computerwelt/Computer World, Taschenrechner/Pocket Calculator und Die Roboter/The Robots).

## Titelliste

### CD / SACD
| Deutsche Version CD 1 1. Die Mensch-Maschine – 7:55 2. Planet der Visionen – 4:45 3. Tour de France Étape 1 – 4:22 4. Chrono – 1:29 5. Tour de France Étape 2 – 4:48 6. Vitamin – 6:41 7. Tour de France – 6:18 8. Autobahn – 8:51 9. Das Modell – 3:41 10. Neonlicht – 5:58 CD 2 1. Radioaktivität – 7:41 2. Trans-Europa Express – 3:21 3. Abzug – 1:40 4. Metall auf Metall – 4:28 5. Nummern – 4:27 6. Computerwelt – 2:55 7. Heimcomputer – 5:55 8. Taschenrechner – 2:58 9. Dentaku – 3:15 10. Die Roboter – 7:23 11. Elektro Kardiogramm – 4:41 12. Aero Dynamik – 7:14 13. Musique Non Stop – 9:51 | Englische Version CD 1 1. The Man-Machine – 7:55 2. Planet of Visions – 4:45 3. Tour de France Étape 1 - 4:22 4. Chrono – 1:29 5. Tour de France Étape 2 - 4:48 6. Vitamin – 6:41 7. Tour de France – 6:18 8. Autobahn – 8:51 9. The Model – 3:41 10. Neon Lights – 5:58 CD 2 1. Radioactivity – 7:41 2. Trans Europe Express – 5:01 3. Metal on Metal – 4:28 4. Numbers – 4:27 5. Computer World – 2:55 6. Home Computer – 5:55 7. Pocket Calculator – 2:58 8. Dentaku – 3:15 9. The Robots – 7:23 10. Elektro Kardiogramm – 4:41 11. Aero Dynamik – 7:14 12. Music Non Stop – 9:51 |

### DVD
| Deutsche Version DVD 1 1. Meine Damen und Herren – 0:35 2. Die Mensch-Maschine – 7:54 3. Planet der Visionen – 4:46 4. Tour de France 03 - 10:40 5. Vitamin – 6:42 6. Tour de France – 6:18 7. Autobahn – 8:52 8. Das Modell – 3:42 9. Neonlicht – 5:52 10. Radio-Aktivität – 7:41 11. Trans-Europa Express – 9:38 DVD 2 1. Nummern – 4:33 2. Computerwelt – 2:55 3. Heimcomputer – 5:55 4. Taschenrechner/Dentaku – 6:14 5. Die Roboter – 7:23 6. Elektro Kardiogramm – 4:42 7. Aero Dynamik – 7:13 8. Musique Non Stop – 9:49 9. Aero Dynamik/MTV – 3:48 | Englische Version DVD 1 1. Ladies and Gentlemen – 0:35 2. The Man-Machine – 7:54 3. Planet of Visions – 4:46 4. Tour de France 03 - 10:40 5. Vitamin – 6:42 6. Tour de France – 6:18 7. Autobahn – 8:52 8. The Model – 3:42 9. Neon Lights – 5:52 10. Radioactivity – 7:41 11. Trans Europe Express – 9:38 DVD 2 1. Numbers – 4:33 2. Computer World – 2:55 3. Home Computer – 5:55 4. Pocket Calculator/Dentaku – 6:14 5. The Robots – 7:23 6. Elektro Kardiogramm – 4:42 7. Aero Dynamik – 7:13 8. Music Non Stop – 9:49 9. Aero Dynamik/MTV – 3:48 |